# Axel Lewenhaupt (överste)
Axel Johansson Lewenhaupt,  född i september 1626, död 17 januari 1668 på Koberg i Lagmansereds socken, greve till Raseborg och Falkenstein, friherre till Reipolzkirchen, Käggleholm och Vinberg, herre till Bretzenheim, Koberg och Upplo, var en svensk ämbetsman och militär.
Axel Lewenhaupt blev student vid Uppsala universitet 1643, kammarherre hos drottning Kristina 1650, överstelöjtnant vid Dalregementet 1651 samt överste och chef för Upplands regemente senare samma år. Han erhöll 1652 en donation av gods i Kopparbergs län och blev året därpå överkammarherre hos drottningen. 1654 erhöll han investitur på grevskapet Falkensten och var samma år Niklas II av Lothringens sändebud till Sverige för att lyckönska kung Karl X Gustav till tronbestigningen. Han erhöll 1657 avsked från överstebefattningen.
Gift 1656 med sin kusindotter Maria Elisabet av Manderscheid.
Barn:
1. Hedvig Eleonora Lewenhaupt gift med friherre Ture Bielke.[1]
2. Eva Lewenhaupt gift med friherre Alexander Palbitzki.